# 1456
1456. је била проста година.

## Догађаји

### Јул
- 22. јул — Неуспешно је окончана османска опсада Београда.

### Датум непознат
- Википедија:Непознат датум — Пад Атинског војводства под османску власт.
- Википедија:Непознат датум — Османска Инвазија на Србију (1456—1459) Почела османска инвазија на Деспотовину Србију.

## Смрти
- 11. август — Јанош Хуњади, мађарски војсковођа